# Sao nhập ngũ (mùa 1)
Mùa đầu tiên của chương trình Sao nhập ngũ với tên gọi Sao nhập ngũ: Vượt qua giới hạn được phát sóng trên kênh QPVN từ ngày 8 tháng 1 đến ngày 5 tháng 3 năm 2017. Mùa đầu tiên với sự tham gia của Thanh Duy, Huỳnh Anh, Trương Nam Thành, được huấn luyện bởi Trung úy Hoàng Văn Tĩnh tại Lữ đoàn Hải quân Đánh bộ 147, Binh chủng Hải quân Đánh bộ, Quân đội nhân dân Việt Nam.

## Nhân vật chính
- Ca sĩ Phạm Trần Thanh Duy (nhân vật trải nghiệm)
- Diễn viên Lê Huỳnh Anh (nhân vật trải nghiệm)
- Diễn viên, người mẫu Trương Nam Thành (nhân vật trải nghiệm)
- Trung úy Hoàng Văn Tĩnh (chỉ huy)

## Các tập phát sóng

### Tập 1
Ngày phát sóng: 8 tháng 1 năm 2017
- Mở đầu huấn luyện

### Tập 2
Ngày phát sóng: 15 tháng 1 năm 2017
- Sinh hoạt tiểu đội
- Chào cờ - Duyệt đột ngũ
- Huấn luyện thể lực đặc chủng: Leo dây dọc

### Tập 3
Ngày phát sóng: 22 tháng 1 năm 2017
- Huấn luyện bơi ếch
- Huấn luyện thể lực đặc chủng: Vòng quay trụ

### Tập 4
Ngày phát sóng: 5 tháng 2 năm 2017
- Học hát ca khúc truyền thống
- Trải nghiệm gác đêm
- Trải nghiệm thực hành bắn súng

### Tập 5
Ngày phát sóng: 12 tháng 2 năm 2017
- Huấn luyện thể lực đặc chủng: Cầu sóng
- Bơi đồ bộ kết hợp kỹ thuật, chiến thuật
- Sinh hoạt chi đoàn

### Tập 6
Ngày phát sóng: 19 tháng 2 năm 2017
- Hành quân

### Tập 7
Ngày phát sóng: 26 tháng 2 năm 2017
- Huấn luyện thông tin: Thực hiện liên lạc mạng 3 đài

### Tập 8
Ngày phát sóng: 5 tháng 3 năm 2017
- Huấn luyện võ thuật
- Kết thúc huấn luyện